# Bandai Namco Holdings
K.K. Bandai Namco Holdings (jap. 株式会社バンダイナムコホールディングス, Kabushiki kaisha Bandai Namuko Hōrudingusu, engl. Namco Bandai Holdings Inc.) ist ein japanischer Spielwaren- und Entertainmentkonzern, das durch Fusion des Videospielunternehmens Namco und des Spielwarenherstellers Bandai entstand. Die Produktpalette umfasst Spielwaren, Computerspiele, Animes, Spielhallen und Freizeitparks. Stand 2019 war Bandai Namco der nach Umsatz größte Spielwarenhersteller der Welt.

## Geschichte

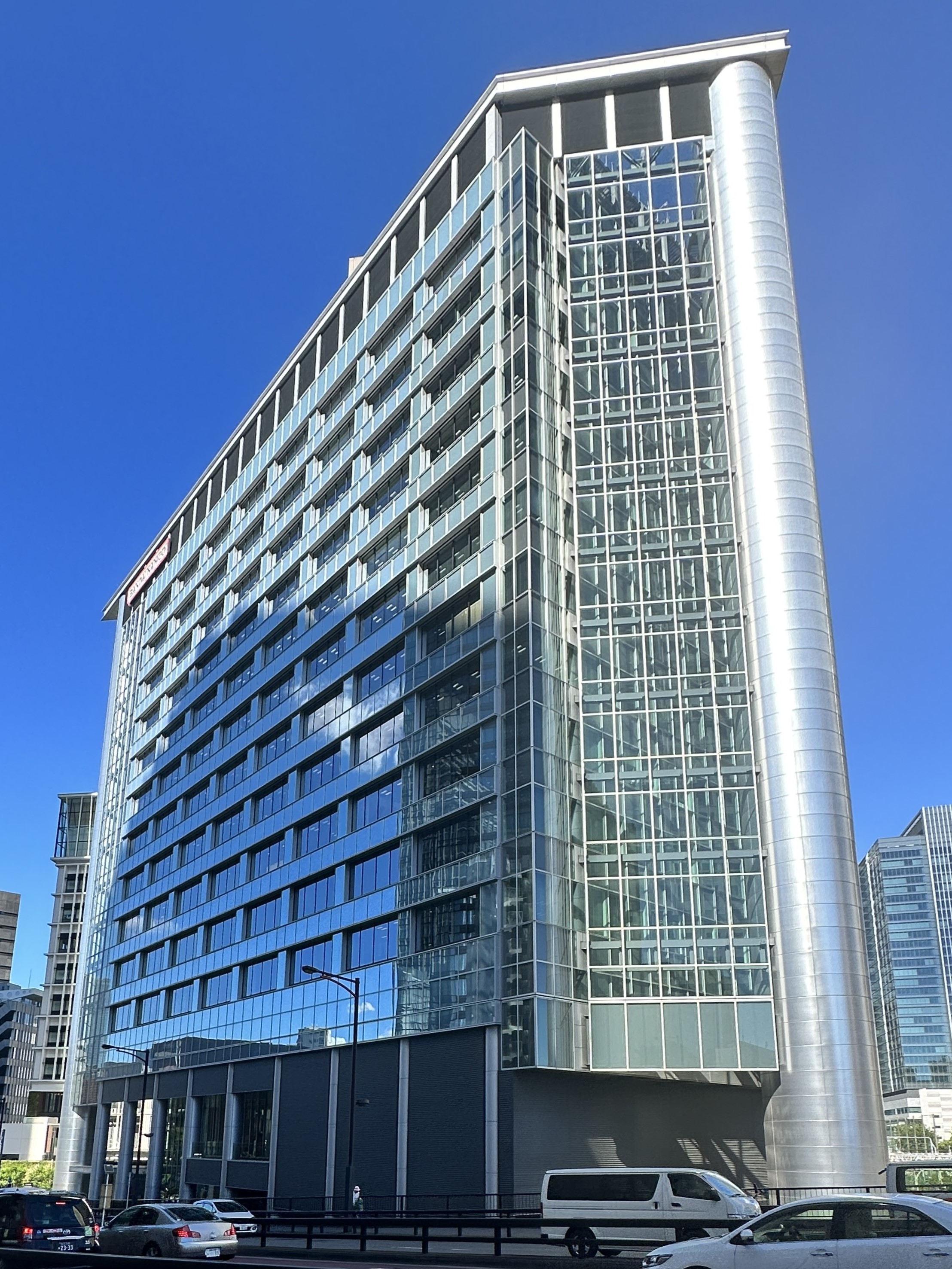
Konzernzentrale in Minato

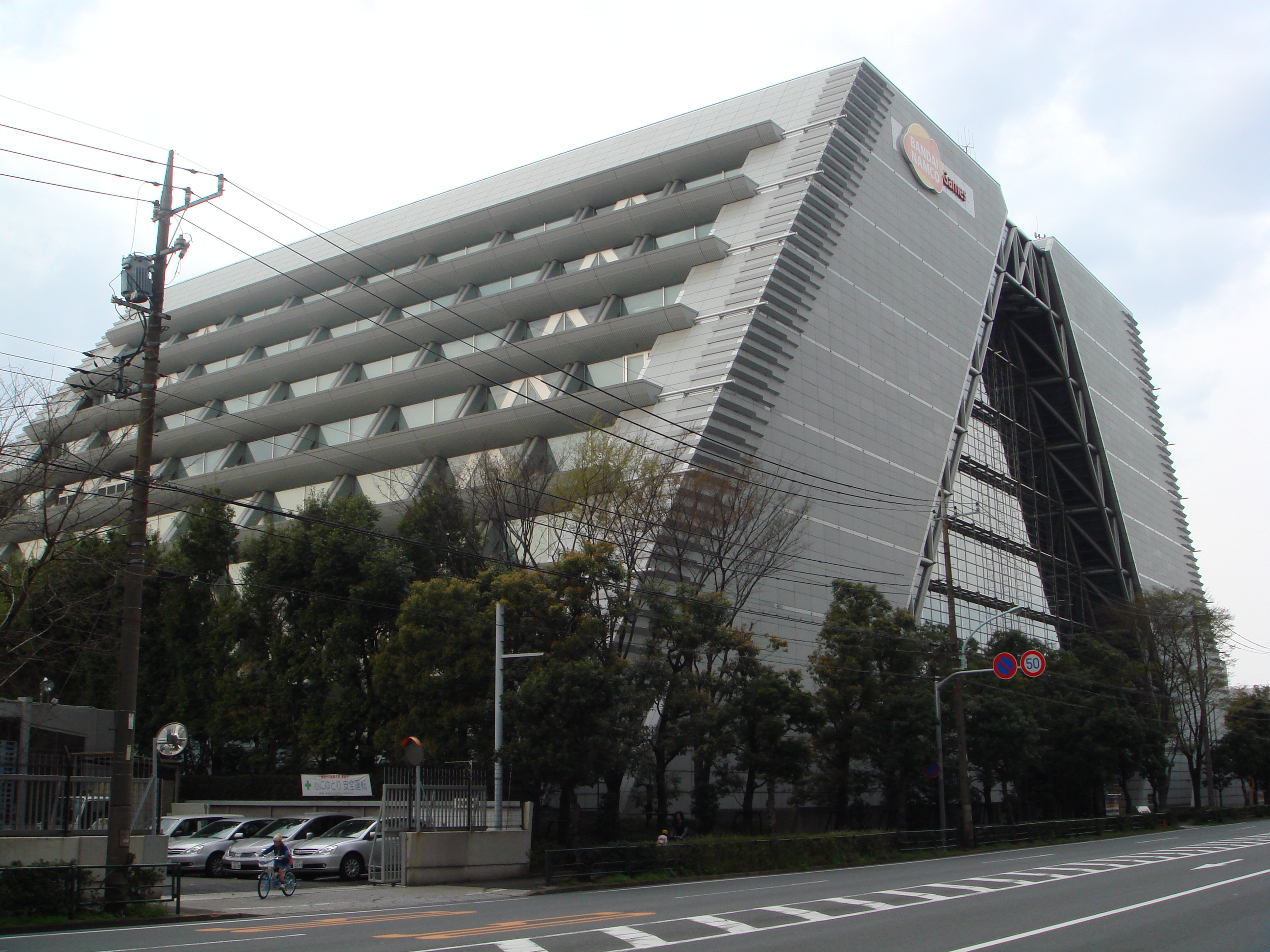
Alte Firmenzentrale von Bandai Namco Games in Shinagawa

Im Mai 2005 stimmte Bandai dem Zusammenschluss mit Namco zu. Namco wurde in diesem Prozess für umgerechnet 1,7 Milliarden US-Dollar übernommen. Aktionäre von Namco erhielten ihre Anteile im Wert 1:1 umgetauscht, Bandai-Anteilseigner erhielten für jede bisherige Aktie 1,5 Anteile an der neuen Holding. Bis zum 1. April 2014 bezeichnete die Holding ihre internationalen Vertriebstöchter als Namco Bandai, da Namco international größere Bekanntheit besaß, während Bandai auf dem japanischen Heimatmarkt und gemäß Firmenwert die bedeutendere Firma war. Mit dem Geschäftsjahr 2014 wurden die unterschiedlichen Bezeichnungen aufgehoben und auf Bandai Namco vereinheitlicht. In den Geschäftsfeldern, in denen Namco und Bandai früher nicht beide tätig waren, wurden die alten Markennamen weitergeführt. So blieb Bandai die Marke für Spielzeuge und Namco die Marke für Arcade-Spiele. Die Bereiche des alten Unternehmens, die für Videospiele zuständig waren, firmierten von Januar 2006 bis März 2015 als Bandai Namco Games. Am 1. April 2015 erfolgte die Umbenennung in Bandai Namco Entertainment.
2008 erwarb Bandai Namco zur Stärkung seines internationalen Vertriebsnetzes einen 34%igen Anteil an den europäischen und asiatischen Vertriebstöchtern des angeschlagenen französischen Publishers Infogrames / Atari, mit der Option auf den Kauf der verbleibenden 66 % in den folgenden Jahren. Diese Option zog Bandai Namco bereits ein Jahr später, im Mai 2009.
2018 gab das Unternehmen bekannt, den Anteil seiner außerhalb Japans entwickelten Produkte und Franchises auf 50 % steigern zu wollen. Im Rahmen dieser Offensive wurden mit den Slightly Mad Studios und Tarsier Studios 2020 jedoch zwei strategische Partner von Mitbewerbern aufgekauft. Das führte zu dem Beschluss, künftige Partnerschaften unter anderem von einer Unternehmensbeteiligung abhängig zu machen. Im Frühjahr 2020 erlangte Bandai Namco durch den Erwerb der Werbeagentur Sotsu, zu deren Tochterunternehmen unter anderem das Animestudios Sunrise zählt, die vollen Rechte am Gundam-Franchise. Für die Übernahme zahlte Namco Bandai 87 Milliarden Yen. Im September 2020 erwarb Bandai Namco im Rahmen seiner westlichen Expansionsstrategie 50 % am kanadischen Entwickler Reflection Entertainment, der mit Unknown 9 einem auf cross-mediale Vermarktung angelegten Franchise arbeitete. Im Februar 2021 erwarb Bandai Namco eine Minderheitsbeteiligung am deutschen Entwicklerstudio Limbic Entertainment.

## Bandai Namco Games
Einige Spiele, die unter der kombinierten Marke K.K. Bandai Namco Games (株式会社バンダイナムコゲームス, Kabushiki-gaisha Bandai Namuko Gēmusu, engl. Namco Bandai Games Inc.) bzw. K.K. Bandai Namco Entertainment (株式会社バンダイナムコエンターテインメント, Kabushiki Gaisha Bandai Namuko Entāteinmento, engl. Bandai Namco Games Inc. und aktuell Bandai Namco Entertainment Inc.) vertrieben werden, lauten:
- Ridge Racer
- Tekken
- Dark Souls
- Project CARS
- Go Vacation
- Little Nightmares

## Sonstiges
In Japan erhalten Mitarbeiter von Bandai Namco für ihr drittes Kind einen Bonus von zwei Millionen Yen, um der Überalterung und Kinderlosigkeit in Japan vorzubeugen. Zudem bietet das Unternehmen mit dem „Kid’s Room“ eine Gratisbetreuung für Grundschüler während der Sommer- und Winterferien an.